# Оби-Шифо
Оби-Шифо (тадж. Оби Шифо; до 2008 года — Киров) — село в районе Рудаки Республики Таджикистан. Входит в состав джамоата (сельской общины) Чоргултеппа.
Находится на расстоянии 3 км от районного центра (пгт. Сомониён).
Население — 3930 чел. (2017).